# Церква Архістратига Михаїла (Охтирка)
Церква Архістратига Михаїла — православна церква в місті Охтирка (Сумська область), пам'ятка архітектури національного значення (№ 1534). Розташована на півночі міста. Конфесійна належність: Сумська єпархія УПЦ (МП), Українська православна церква Московського Патріархату.

## Історія
Церква розташована на берегах річки Гусинки, де колись була слобода Гусинець, яка пізніше увійшла до складу Охтирки. Храм на честь архангела Михаїла з'явився у цій місцевості не пізніше 1670 року. Ця дерев'яна, простої архітектури, церква згоріла в 1771 році, пожежа почалася від недогорілої свічки і знищила храм майже з усім начинням. Вдалося врятувати лише різьблений іконостас та кілька богословських книг. У 1775 році на місці згарище звели нову церкву, також дерев'яну. Вона за сучасними дослідженнями належала до так званої Охтирської групи — низки дерев'яних церков Охтирки та околиць, в чиїх рисах поєдналися класицизм XVIII століття та народна дерев'яна архітектура. Церква була п'ятидільна, одноверха, хрестоподібна в плані, усі зруби прямокутні. Центральний зруб був вищий за рамена і вкритий восьмигранним заломним верхом, увінчаним світловим восьмериком і ліхтарем. Бічні рамена були вкриті округлими дахами.
У 1884 році поряд із старою дерев'яною церквою почалося зведення нового мурованого храму за проектом харківського єпархіального архітектора В. Нємкіна. Будівництво велося коштом парафіян і завершилося в 1900 році, стару дерев'яну церкву розібрали 1910 року. Церква Архістратига Михаїла володіла 1,25 десятиною землі та цегляним заводом. Парафія церкви нараховувала близько 4000 осіб.

## Опис
Будівля церкви цегляна, у плані витягнута по осі «схід—захід», прямокутна, із зрізаними ззовні кутами, тинькована з середини. Належить до базилікального типу церков: основний об'єм, довжина якого становить 34 м — чотиристовпний і розділений арками на три поздовжні частини (нави), завершується апсидою, що значно виступає по поздовжній осі. Центральна нава вдвічі вища та ширша, ніж бічні, поділена в поздовжньому напрямку підпружними арками, що спираються на хрещаті пілони та скріплені металевими стяжками, на три дільниці (травеї). Нава перекрита хрестовими склепіннями і вкрита чотирисхилим вальмовим дахом, увінчаним посередині невисоким восьмигранним шатром з двома смугами кокошників і цибулястою банькою на тонкій високій шиї. Аналогічні цибулясті баньки меншого розміру поставлені на кутах об'єму нави.
Апсида — гранчаста ззовні і напівкругла із середини, перекрита конхою. Бокові нави перекриті коробовими склепіннями, осі яких перпендикулярні щодо поздовжньої осі храму. У кутах цих нав розташовані невеликі прямокутні камери. Ті, що розташовані зі сходу, виконують функції пастофоріїв (жертовника та дияконника), а ті, що з заходу — церковних комор. Ззовні східні торці бокових нав увінчані цибулястими баньками, аналогічними до тих, що прикрашають центральну наву.
Інтер'єр церкви відрізняється значним внутрішнім простором: висота середньої нави становить 15 м, бокових — 8 м. Середня нава освітлюється великими півциркульними вікнами, що відповідають люнетам хрестових склепінь і розташовані на поздовжніх стінах по три, на поперечних — по одному. Бічні нави розчленовані пряслами, у середніх пряслах розташовані прямокутні дверні отвори, з арковими вікнами над ними, у бічних пряслах — високі двоспарені аркові вікна.
В декорі інтер'єру церкви привертає увагу пояс глибоких аркових ніш, протягнутий нижче півциркульних вікон на бічних стінах середньої нави. У цих нишах містяться олійні розписи початку XX століття. Конха апсиди також вкрита олійними тематичними розписами тих же часів. Іконостас та інші предмети інтер'єру церковного начиння належать до більш пізнього часу та не мають історико-мистецької цінності.
Головний об'єм церкви з західного боку з'єднується із дзвіницею невисоким бабинцем, рівним по ширині центральній наві. Бабинець перекритий хрестовим склепінням.
Дзвіниця церкви чотириярусна, заввишки 40 м. Перший ярус дзвіниці — тридільний, його центральний об'єм квадратний у плані, перекритий хрестовим склепінням, бічні прибудови прямокутні, із коробовим склепінням. Сходи на дзвіницю розташовані в північному бічному приміщенні. Наступні, вищі яруси дзвіниці — восьмикутні в плані, з арковими прорізами на чотирьох гранях. Дзвіниця завершується, аналогічно до базиліки, смугою кокошників і цибулястою банею на високій тонкій шиї.
Загальний вигляд церкви відрізняється незвичайною для православного храму ярусністю, із контрастним вирішенням кожного яруса. Перший — утворений боковими навами, апсидою та наріжними компартиментами — масивний, приземкуватий, розпластаний, із складним ритмом отворів. Другий ярус, утворений високою середньою навою — піднесений, легкий, із прорізаними великими вікнами, які дещо спотворюють загальну масштабність будівлі. Будівля церкви зведена з червоної цегли, а зовнішній декор виконаний виключно способом рельєфної кладки з елементами російської, візантійської та романської архітектури.
Михайлівська церква Охтирки є архітектурною домінантою північної частини міста.